# العلاقات النرويجية الكرواتية
العلاقات النرويجية الكرواتية هي العلاقات الثنائية التي تجمع بين النرويج وكرواتيا.

## مقارنة بين البلدين
هذه مقارنة عامة ومرجعية للدولتين:
| وجه المقارنة                                              | النرويج                                                   | كرواتيا                                                  |
| --------------------------------------------------------- | --------------------------------------------------------- | -------------------------------------------------------- |
| المساحة (كم2)                                             | 385.21 ألف                                                | 56.59 ألف                                                |
| عدد السكان (نسمة)                                         | 5.33 مليون                                                | 4.11 مليون                                               |
| الكثافة السكانية (ن./كم²)                                 | 13.84                                                     | 72.63                                                    |
| العاصمة                                                   | أوسلو                                                     | زغرب                                                     |
| اللغة الرسمية                                             | بوكمول، لغات السامي، نينوشك، اللغة النرويجية              | اللغة الكرواتية                                          |
| العملة                                                    | كرونة نروجية                                              | كونا كرواتية                                             |
| الناتج المحلي الإجمالي (بليون دولار)                      | 398.83 مليار                                              | 54.85 مليار                                              |
| الناتج المحلي الإجمالي (تعادل القوة الشرائية) بليون دولار | 322.23 مليار                                              | 94.64 مليار                                              |
| الناتج المحلي الإجمالي الاسمي للفرد دولار أمريكي          | 74.40 ألف                                                 | 11.54 ألف                                                |
| الناتج المحلي الإجمالي للفرد دولار أمريكي                 | 65.61 ألف                                                 | 21.64 ألف                                                |
| مؤشر التنمية البشرية                                      | 0.944                                                     | 0.818                                                    |
| رمز المكالمات الدولي                                      | +47                                                       | +385                                                     |
| رمز الإنترنت                                              | .no                                                       | .hr                                                      |
| المنطقة الزمنية                                           | ت ع م+01:00، ت ع م+02:00، توقيت وسط أوروبا، أوروبا/أوسلو ‏ | توقيت وسط أوروبا، ت ع م+01:00، ت ع م+02:00، أوروبا/زغرب ‏ |

## مدن متوأمة
في ما يلي قائمة باتفاقيات التوأمة بين مدن نرويجية وكرواتية:
- ترتبط ترومسو مع زغرب باتفاقية توأمة منذ 10 يوليو 1972.
- ترتبط تروندهايم مع سبليت باتفاقية توأمة منذ 1968.

## منظمات دولية مشتركة
يشترك البلدان في عضوية مجموعة من المنظمات الدولية، منها:
| علم المنظمة | اسم المنظمة                               | تاريخ انضمام النرويج | تاريخ انضمام كرواتيا |
| ----------- | ----------------------------------------- | -------------------- | -------------------- |
|             | وكالة ضمان الاستثمار متعدد الأطراف        | 9 أغسطس 1989         | 19 مارس 1993         |
|             | الأمم المتحدة                             | 27 نوفمبر 1945       | 22 مايو 1992         |
|             | الفريق المعني برصد الأرض                  | ?                    | ?                    |
|             | مركز تنسيق الحركة في أوروبا ‏              | ?                    | ?                    |
|             | منظمة حظر الأسلحة الكيميائية              | ?                    | ?                    |
|             | منظمة التجارة العالمية                    | 1995                 | ?                    |
|             | منظمة الشرطة الجنائية الدولية             | ?                    | ?                    |
|             | منظمة الأمن والتعاون في أوروبا            | 25 يونيو 1973        | 24 مارس 1992         |
|             | مؤسسة التنمية الدولية                     | 24 سبتمبر 1960       | 25 فبراير 1993       |
|             | حلف شمال الأطلسي                          | 4 أبريل 1949         | 1 أبريل 2009         |
|             | يونسكو                                    | 4 نوفمبر 1946        | 1 يونيو 1992         |
|             | مجلس أوروبا                               | 5 مايو 1949          | ?                    |
|             | الاتحاد البريدي العالمي                   | ?                    | ?                    |
|             | البنك الدولي للإنشاء والتعمير             | 27 ديسمبر 1945       | 25 فبراير 1993       |
|             | اتفاقية السماوات المفتوحة                 | ?                    | ?                    |
|             | المنظمة الهيدروغرافية الدولية             | ?                    | ?                    |
|             | الاتحاد الدولي للاتصالات                  | 1866                 | 3 يونيو 1992         |
|             | مؤسسة التمويل الدولية                     | 20 يوليو 1956        | 25 فبراير 1993       |
|             | المنظمة الأوروبية لسلامة الملاحة الجوية   | 1994                 | 1997                 |
|             | المركز الدولي لتسوية المنازعات الاستشارية | 15 سبتمبر 1967       | 22 أكتوبر 1998       |
|             | مجموعة أستراليا                           | 1986                 | 2007                 |
|             | مجموعة الموردين النوويين                  | ?                    | ?                    |

## أعلام
هذه قائمة لبعض الشخصيات التي تربطها علاقات بالبلدين:
- أماندا كورتوفيتش (لاعبة كرة يد نرويجية، 25 يوليو 1991 – )
- برانيمير بولجاك (لاعب كرة قدم نرويجي، 17 مايو 1984 – )

## وصلات خارجية
- موقع وزارة الخارجية النرويجية
- موقع وزارة الخارجية الكرواتية